# Hydroeciodes pyrastis
Hydroeciodes pyrastis är en fjärilsart som beskrevs av Paul Dognin 1907. Hydroeciodes pyrastis ingår i släktet Hydroeciodes och familjen nattflyn. Inga underarter finns listade i Catalogue of Life.